# Nothin' But Trouble
Nothin' But Trouble é o segundo e último álbum de estúdio da banda de hard rock Blue Murder. Lançado em 31 de agosto de 1993 pela Geffen Records, o álbum foi produzido pelo vocalista e guitarrista da banda, John Sykes.
Após as vendas decepcionantes de seu álbum de estreia, o Blue Murder entrou em um longo período de inatividade. Eventualmente, o baixista Tony Franklin e o baterista Carmine Appice deixaram o grupo, deixando Sykes para montar uma nova formação, com o baixista Marco Mendoza, o baterista Tommy O'Steen e o tecladista Nik Green. O álbum foi gravado no estúdio caseiro de Sykes em Los Angeles.
Nothin' But Trouble não conseguiu entrar nas paradas, algo que Sykes atribuiu à falta de promoção da Geffen. Apesar disso, o disco recebeu críticas positivas, embora tenha sido menos bem recebido do que o álbum de estreia do grupo.

## Faixas
Todas as músicas são de John Sykes, exceto "Itchycoo Park" de Ronnie Lane e Steve Marriott. A música era uma das favoritas de John Sykes quando criança.
| N.º            | Título                              | Duração |  |
| 1.             | "We All Fall Down"                  | 4:47    |  |
| 2.             | "Itchycoo Park" (Small Faces cover) | 3:46    |  |
| 3.             | "Cry for Love"                      | 6:57    |  |
| 4.             | "Runaway"                           | 5:58    |  |
| 5.             | "Dance"                             | 4:08    |  |
| 6.             | "I'm on Fire"                       | 4:45    |  |
| 7.             | "Save My Love"                      | 4:48    |  |
| 8.             | "Love Child"                        | 5:29    |  |
| 9.             | "Shouldn't Have Let You Go"         | 4:10    |  |
| 10.            | "I Need an Angel"                   | 7:02    |  |
| 11.            | "She Knows"                         | 3:38    |  |
| Duração total: | Duração total:                      | 55:33   |  |

## Créditos
Antes de sua saída, Tony Franklin já havia gravado sete músicas para o disco, enquanto Carmine Appice foi trazido de volta brevemente como baterista de sessão em nove músicas. Sykes também recrutou o ex-vocalista do Baton Rouge, Kelly Keeling, para a banda como segundo guitarrista, mas ele saiu um dia antes de filmar o videoclipe de "We All Fall Down". Além dos vocais de apoio ao longo do álbum, Keeling executa os vocais principais na faixa "I'm on Fire".
Os créditos são adaptados das notas do encarte do álbum.
| Blue Murder - John Sykes - guitarras, vocais - Tommy O'Steen - bateria, vocais de apoio - Marco Mendoza - baixo - Kelly Keeling - vocais de apoio, vocal principal em "I'm on Fire" - Nik Green - teclados Músicos adicionais - Carmine Appice - bateria - Tony Franklin - baixo |

1. 1 2 3  https://www.newspapers.com/image/528610315/
2. ↑  http://www.rockunited.com/kellykeeling.htm